# Jambolifera
- Commons
- Wikispecies

Jambolifera L. é um género botânico pertencente à família Rutaceae.

## Espécies
- Jambolifera baueri
- Jambolifera laevis
- Jambolifera pedunculata
- Jambolifera sinensis
- Lista completa

## Classificação do gênero
| Sistema | Classificação                     | Referência               |
| ------- | --------------------------------- | ------------------------ |
| Linné   | Classe Octandria, ordem Monogynia | Species plantarum (1753) |